# Гаврини

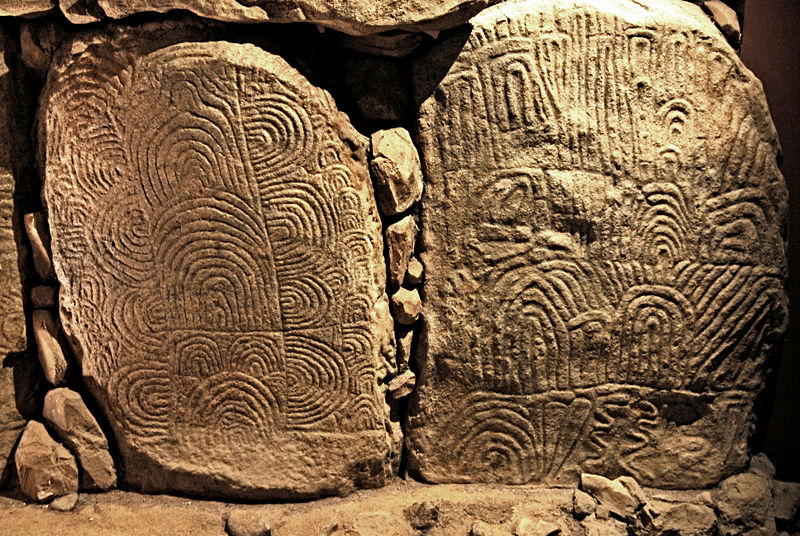
Декоративные плиты из коридора в Гаврини. Копия в музее Бугонского некрополя

Гаврини́ (фр. Gavrinis, брет. Gavriniz) — небольшой остров в заливе Морбиан, Бретань, Франция. Достопримечательностью Гаврини является мегалитическая коридорная гробница эпохи неолита, богатая памятниками мегалитического искусства.

## Географическое положение
Остров Гаврини необитаем. До него можно добраться на катере из города Лярмор-Баден (фр.). Расположенный в том месте, где залив Морбиан выходит в Атлантический океан. Остров представляет собой гранитную скалу размером 750×400 метров.

## Название
Традиционно считается, что название Gavrinis происходит от бретонских слов gavr (коза) и enez (остров), то есть означает «козий остров». По-видимому, эта этимология является ложной. В документах, относящихся к 1184 и 1202 годам, название острова пишется как Guirv Enes и Guerg Enes соответственно. Старое бретонское слово Guerg не имеет отношения к gavr, однако имеет параллели в древневаллийском gwery или староирландском ferg, что означает «работа». Таким образом, название должно было означать «обрабатываемый остров».

## Коридорная гробница

### Значение

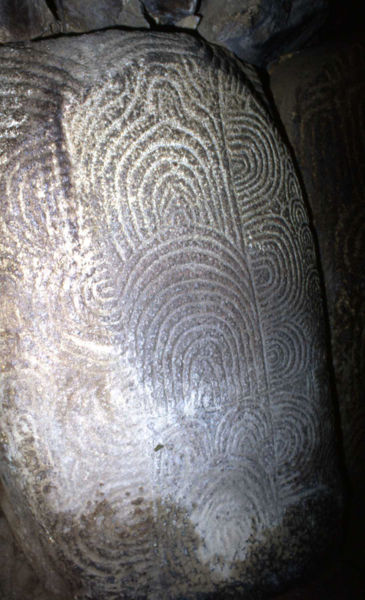
Плита с декоративным рисунком внутри коридора; обратите внимание на антропоморфный мотив «щита» в верхней части.

Коридорная гробница, расположенная на острове, относится к эпохе неолита. У неё есть целый ряд аналогов — бретонские мегалиты Карнакские камни и Локмариакер, ирландские мегалиты в Бру-на-Бойне и шотландский Мейсхау. Во время сооружения мегалита, около 3500 г. до н. э., остров ещё был соединён с материком. Богатые внутренние украшения делают Гаврини одним из важнейших памятников европейского мегалитического искусства. Гробница исключительно хорошо сохранилась.

### История исследований
Первые раскопки были проведены в 1835 году. В ходе их была обнаружена внутренняя камера. Дальнейшие исследования провёл археолог Закари Ле Рузик, который около 1930 г. начал реставрацию памятника. Дальнейшие раскопки проводились в 1960-е и 1970-е гг..

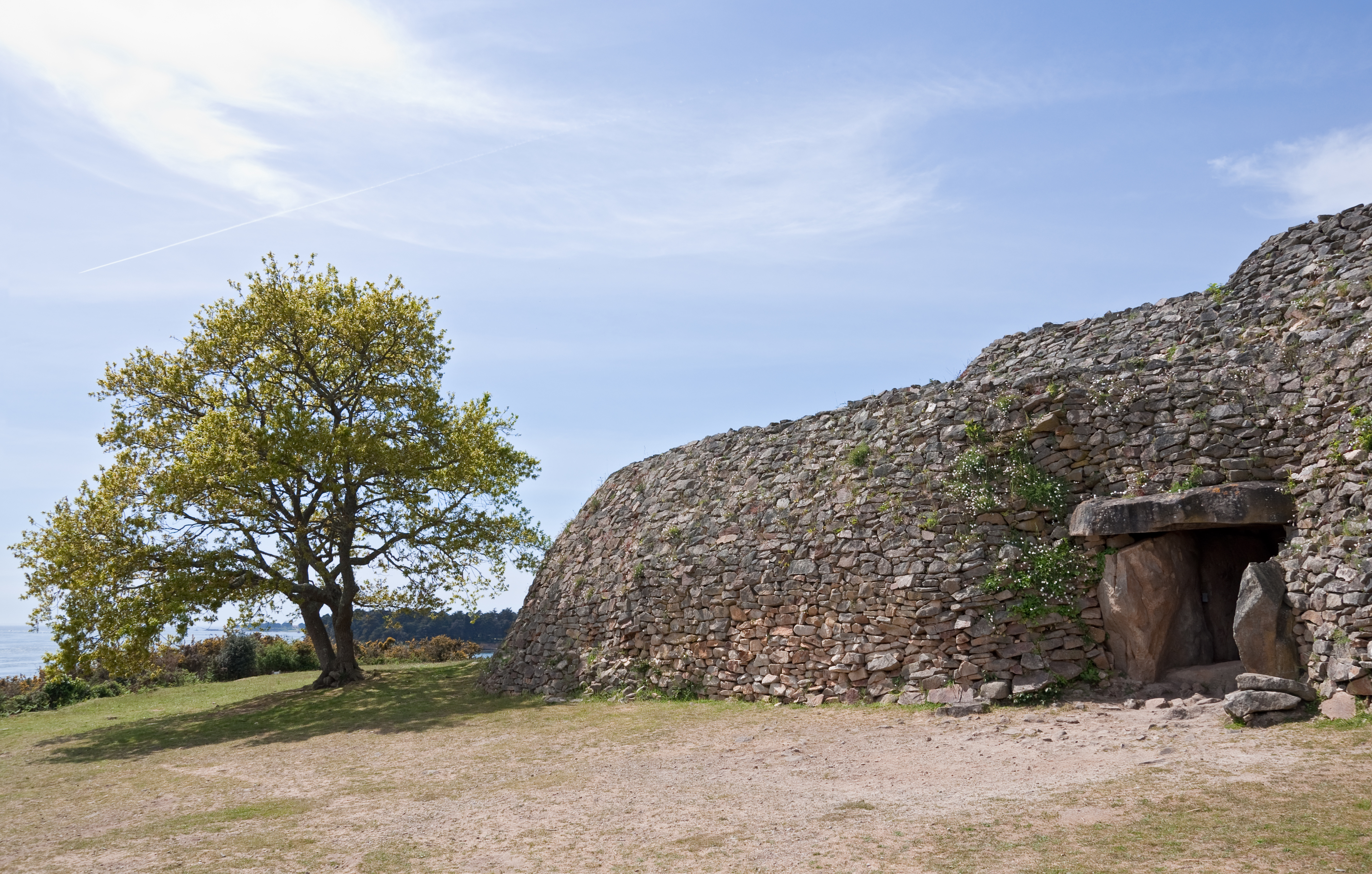
Вход в коридорную гробницу Гаврини

### Датировка
Гробница, по сравнению с другими мегалитами Франции, была сооружена сравнительно поздно. Её использование прекратилось около 3000 г. до н. э. В это время деревянные сооружения, облицовывавшие вход, были сожжены, после чего обрушилась часть кургана, в результате чего был завален вход. Со временем песчаные наносы превратили курган в обычный холм.

### Каирн
Диаметр каменного кургана составляет около 50 метров. Внутренняя конструкция представляет собой серию стен, разделяющих курган на несколько «слоёв». Курган является характерным примером архитектуры методом сухой кладки.

### Камера
Курган насыпан поверх одиночной (почти квадратной) погребальной камеры, состоящей из примерно 50 тщательно подогнанных плит, расположенной в центре кургана, поперечником около 2,5 метра. Крупнейшая из плит — потолочная — весит около 17 тонн. Подобные простые камеры дольменного типа были распространены в Бретани в период 4500 — 3000 гг. до н. э.. В то же время, подобные памятники сооружались в Нормандии, Пуату, Ирландии, Великобритании и на Иберском полуострове.

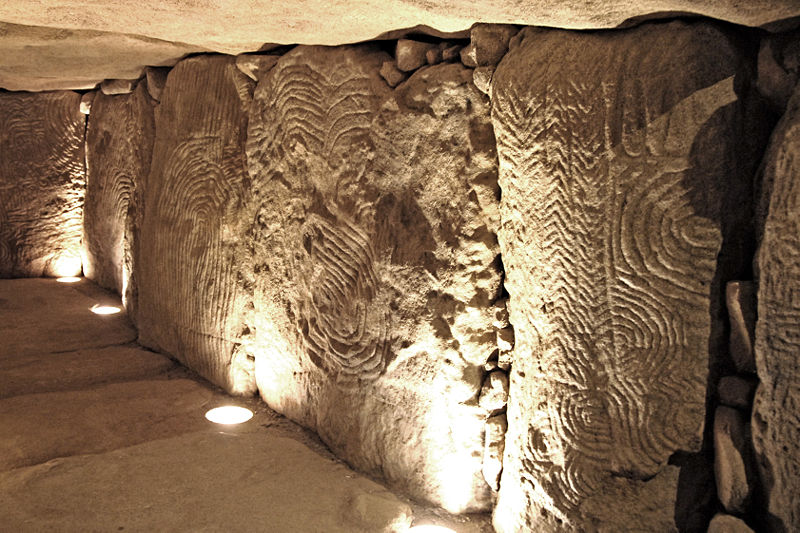
Копия фрагмента коридора из Гаврини. Музей Бугонского некрополя.

### Коридор и изображения внутри него
Снаружи в камеру ведёт коридор длиной 14 метров. Из 29 ортостатов, образующих стены коридора, 23 украшены вырезанными символами и узорами. Некоторые из символов изображают конкретные объекты, например, топоры или посохи. Распространённый мотив в виде рогов, возможно, символизирует скот, а фигура, которую условно обозначают как «щит», возможно, является стилизованным изображением человека. Есть и более абстрактные мотивы: зигзаги, ромбы и змеевидные линии.

### Повторное использование камней

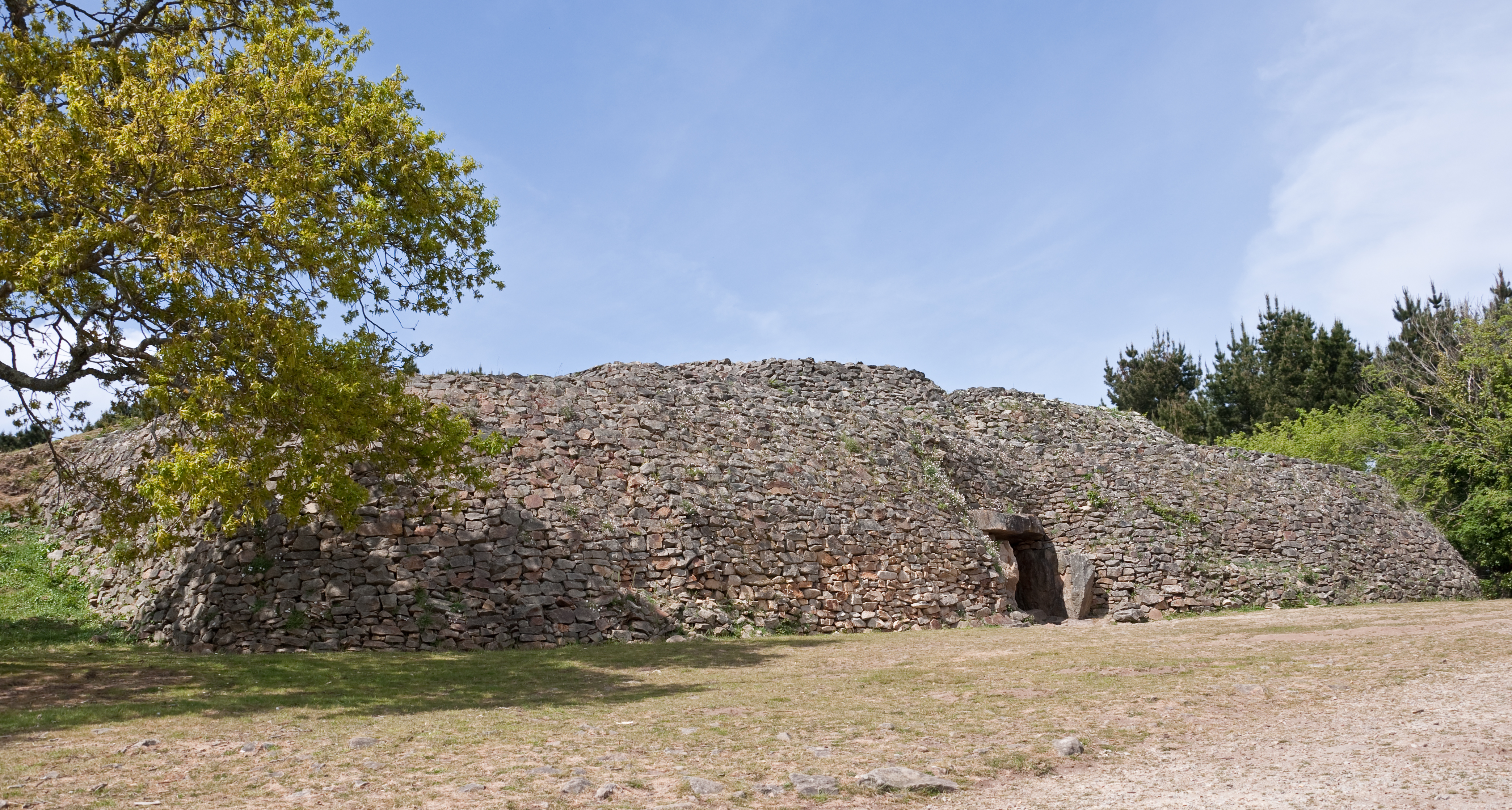
Каирн образует ступенчатую структуру.

В 1984 году обнаружили, что наружная сторона некоторых плит, которые в настоящее время покрыты материалом насыпи каирна, также были украшены, однако в ином стиле, чем их внутренняя поверхность. По-видимому, украшения наносились ещё до сооружения каирна. По мнению археологов, как минимум часть этих плит была использована вторично — ранее они были частями каких-то иных монументов. На потолочной плите камеры изображён бык, рога ещё одного животного, а также нечто, напоминающее кашалота. Очертания этой плиты таковы, что она хорошо соединяется с плитами двух других памятников — Табль-де-Маршан и гробницы Эр-Венгле (Er Vinglé) в Локмарьяке (Locmariaquer), расположенными от этой гробницы на расстоянии 4 км. По-видимому, три указанных плиты ранее вместе образовывали один массивный мегалит, подобный менгиру в Локмарьяке, который сломался или был сломан для повторного использования, как и три указанных плиты, а его украшения были намеренно уничтожены.

## Экспонируемая копия
Копия части коридора из Гаврини, изображающая камни с декоративными резными изображениями, выставлена в Музее Бугонского мегалитического некрополя в Дё-Севре.